# Mike Garcia
Mike Garcia właściwie Michael Garcia (ur. 24 kwietnia 1976 w Santa Clarita) – amerykański polityk, członek Partii Republikańskiej.

## Działalność polityczna
Od 19 maja 2020 jest przedstawicielem 25. okręgu wyborczego w stanie Kalifornia w Izbie Reprezentantów Stanów Zjednoczonych.